# Villenauxe-la-Grande
Villenauxe-la-Grande és un municipi francès situat al departament de l'Aube i a la regió del Gran Est. L'any 2007 tenia 2.760 habitants.

## Demografia

### Població
El 2007 la població de fet de Villenauxe-la-Grande era de 2.760 persones. Hi havia 949 famílies de les quals 277 eren unipersonals (102 homes vivint sols i 175 dones vivint soles), 298 parelles sense fills, 282 parelles amb fills i 92 famílies monoparentals amb fills.
La població ha evolucionat segons el següent gràfic:
Habitants censats

### Habitatges
El 2007 hi havia 1.173 habitatges, 969 eren l'habitatge principal de la família, 75 eren segones residències i 129 estaven desocupats. 925 eren cases i 245 eren apartaments. Dels 969 habitatges principals, 534 estaven ocupats pels seus propietaris, 402 estaven llogats i ocupats pels llogaters i 33 estaven cedits a títol gratuït; 15 tenien una cambra, 58 en tenien dues, 213 en tenien tres, 274 en tenien quatre i 409 en tenien cinc o més. 662 habitatges disposaven pel capbaix d'una plaça de pàrquing. A 487 habitatges hi havia un automòbil i a 336 n'hi havia dos o més.

### Piràmide de població
La piràmide de població per edats i sexe el 2009 era:
| Homes | Edats   | Dones |
| ----- | ------- | ----- |
| 4     | 95 o +  | 16    |
| 12    | 90 a 94 | 32    |
| 20    | 85 a 89 | 20    |
| 16    | 80 a 84 | 12    |
| 52    | 75 a 79 | 60    |
| 52    | 70 a 74 | 80    |
| 60    | 65 a 69 | 88    |
| 44    | 60 a 64 | 48    |
| 52    | 55 a 59 | 56    |
| 80    | 50 a 54 | 36    |
| 88    | 45 a 49 | 80    |
| 140   | 40 a 44 | 80    |
| 132   | 35 a 39 | 72    |
| 136   | 30 a 34 | 56    |
| 152   | 25 a 29 | 101   |
| 124   | 20 a 24 | 60    |
| 97    | 15 a 19 | 76    |
| 92    | 10 a 14 | 48    |
| 56    | 5 a 9   | 56    |
| 68    | 0 a 4   | 84    |

## Economia
El 2007 la població en edat de treballar era de 1.778 persones, 1.047 eren actives i 731 eren inactives. De les 1.047 persones actives 873 estaven ocupades (508 homes i 365 dones) i 174 estaven aturades (66 homes i 108 dones). De les 731 persones inactives 122 estaven jubilades, 89 estaven estudiant i 520 estaven classificades com a «altres inactius».

### Ingressos
El 2009 a Villenauxe-la-Grande hi havia 1.001 unitats fiscals que integraven 2.290 persones, la mediana anual d'ingressos fiscals per persona era de 16.559 €.

### Activitats econòmiques
Dels 95 establiments que hi havia el 2007, 1 era d'una empresa extractiva, 2 d'empreses alimentàries, 6 d'empreses de fabricació d'altres productes industrials, 10 d'empreses de construcció, 20 d'empreses de comerç i reparació d'automòbils, 6 d'empreses de transport, 11 d'empreses d'hostatgeria i restauració, 2 d'empreses d'informació i comunicació, 3 d'empreses financeres, 6 d'empreses immobiliàries, 12 d'empreses de serveis, 9 d'entitats de l'administració pública i 7 d'empreses classificades com a «altres activitats de serveis».
Dels 34 establiments de servei als particulars que hi havia el 2009, 1 era una oficina d'administració d'Hisenda pública, 1 gendarmeria, 1 oficina de correu, 2 oficines bancàries, 1 funerària, 4 tallers de reparació d'automòbils i de material agrícola, 1 autoescola, 3 paletes, 1 guixaire pintor, 1 fusteria, 3 lampisteries, 2 electricistes, 6 perruqueries, 1 veterinari, 4 restaurants, 1 agència immobiliària i 1 tintoreria.
Dels 10 establiments comercials que hi havia el 2009, 1 era un hipermercat, 1 un supermercat, 1 una gran superfície de material de bricolatge, 2 botiges de menys de 120 m², 2 fleques, 1 una fleca, 1 una botiga de roba i 1 una joieria.
L'any 2000 a Villenauxe-la-Grande hi havia 36 explotacions agrícoles que ocupaven un total de 840 hectàrees.

## Equipaments sanitaris i escolars
El 2009 hi havia 1 farmàcia i 1 ambulància.
El 2009 hi havia 1 escola maternal i 1 escola elemental.

## Poblacions més properes
El següent diagrama mostra les poblacions més properes.